# Kruh se uzavírá
Kruh se uzavírá je 22. epizoda 6. řady sci-fi seriálu Hvězdná brána.

## Popis děje
Na začátku vidíme Skaaru, jak vchází do stanu, kde se koná porada Abydosanů. Je mu sděleno, že musí vést ozbrojený odpor proti Anubisovi. Náhle se objeví povznesený Daniel Jackson, který Skaarovi říká, že nebude v boji proti Anubisovi sám. Poté je záběr, kde Jack O'Neill právě vchází do výtahu a objeví se Daniel, který mu říká, že je třeba pomoci Abydosanům s obranou. O pár minut později to O'Neill přednese Hammondovi, který souhlasí. Následně vyráží SG–1 na Abydos. Zde se setkávají se Skaarou a vyrážejí hledat Raovo oko, mocný artefakt, který chce Anubis. Nakonec ho za pomoci Daniela najdou, ale tou dobou je už bitva s Anubisem prohraná a Skaara smrtelně raněn. Anubis poté zničí celou flotilu Vládců soustavy. Daniel Jackson Anubisovi nabídne, aby pustil SG-1 a ušetřil Abydos výměnou za oko. Anubis však dohodu poruší a těsně po odchodu SG-1 Abydos zničí. Daniel se mu v tom pokusí zabránit, ale ostatní povznesení ho zastaví. Když se SG-1 vrátí na Abydos, najde tam už jen Abydosany, které Oma povznesla.